# Обход города Вологды
М-8 Холмогоры (с 448 по 478 км), (в разговорной речи и СМИ — Объездна́я доро́га города Вологды) — автомобильная дорога, выводящая за пределы города Вологды транспортный поток трасс: А119 и А114, ранее идущих через Вологду.

## История
В 1999 году началось строительство первой очереди обхода. 23 апреля 1999 года состоялся торжественный митинг, приуроченный к началу строительства. В 2000 году в СМИ была информация, что в стройматериалах превышение различных веществ, таких как кадмий, радий, торий, мяшьяк, однако другие замеры показывали отсутствие данных веществ в токсичных количествах. В 2001 году Гринпис заявлял, что строительный материал, используемый на строительстве дороги на 70% состоит из органического вещества, в котором обнаружены супертоксические вещества, количество которых превышает ПДК в полтора раза.
Строительство было разбито на две очереди: 1 очередь — строительство автомобильной дороги II технической категории, 2 очередь — доведение параметров до I технической категории.
11 октября 2003 года губернатор Вологодской области Вячеслав Позгалёв открыл первый и второй пусковые участки от трассы М8 (Архангельское направление) до трассы А119 (Вологда-Кириллов-Медвежьегорск) общей длиной 10 километров. Стоимость строительства составила около миллиарда рублей, что составило половину годового бюджета города на тот момент. Открытие состоялось накануне выборов Главы города.
19 мая 2006 года на объездной дороге Вологды прошёл чемпионат и первенство России по велогонкам на шоссе.
15 ноября 2007 года, в период предвыборной кампании в Государственную Думу, состоялось открытие третьего пускового участка. Во время церемонии открытия качество дорожного покрытия было проверено при помощи стакана воды. О необходимости завершить строительство 18 октября 2012 года заявила спикер Совфеда Валентина Матвиенко во время визита в Вологду. В феврале 2013 года было согласовано изменение трассы проекта в обход природного парка в Кириках и Козицинского кладбища.
В 2015 году Президент Российской Федерации Владимир Владимирович Путин провел рабочую встречу с Губернатором Вологодской области Олегом Александровичем Кувшинниковым. В ходе переговоров обсуждался вопрос обхода города Вологды, строительство которого Президентом России было поддержано.
Перед началом строительства четвёртого пускового комплекса обсуждалась возможность сделать его платным для проезда. В конце 2015 года губернатор Олег Кувшинников объявил о возобновлении работ в 2016 года со сроком сдачи объекта до 2018 года. Однако, предназначенный для финансирования строительства федеральный транш в размере 500 млн руб. был израсходован на другие цели - на ремонт улиц Вологды и ремонт дороги Р7 "Чекшино — Никольск".
22 июня 2017 года АО "ВАД" победило в конкурсе на строительство четвёртого пускового комплекса обхода Вологды длиной 16,8 км, о чём 24 июня в Вологде объявил губернатор Олег Кувшинников во время церемонии открытия Дня города. Строительство последней очереди обхода стартовало в конце лета 2017 года с перспективой сдачи объекта в конце 2019 года. Проектом было предусмотрено строительство четырёхполосной дороги первой категории с разделительным ограждением, три крупные двухуровневые развязки и две небольшие развязки – путепроводы. Также было запланировано строительство двух мостов общей протяжённостью 140 метров – через реки Шограш и Содема.
31 мая 2018 года на строительной площадке прошёл конкурс профессионального мастерства среди дорожных строителей разных регионов. 20 января 2019 года при строительстве развязки около деревни Непотягово погиб водитель самосвала: он выгрузил песок и начал движение с поднятым кузовом, из-за чего на кабину обрушилась часть пролёта путепровода.
20 мая 2019 года построенный ранее участок обхода правительство Вологодской области передало в федеральную собственность.
20 августа 2019 года открыто движение по участку IV пускового комплекса от трассы А114 до Пошехонского шоссе (автодорога Вологда-Норобово), в церемонии принял участие Министр транспорта РФ Евгений Дитрих и полномочный представитель Президента РФ в СЗФО Александр Гуцан.

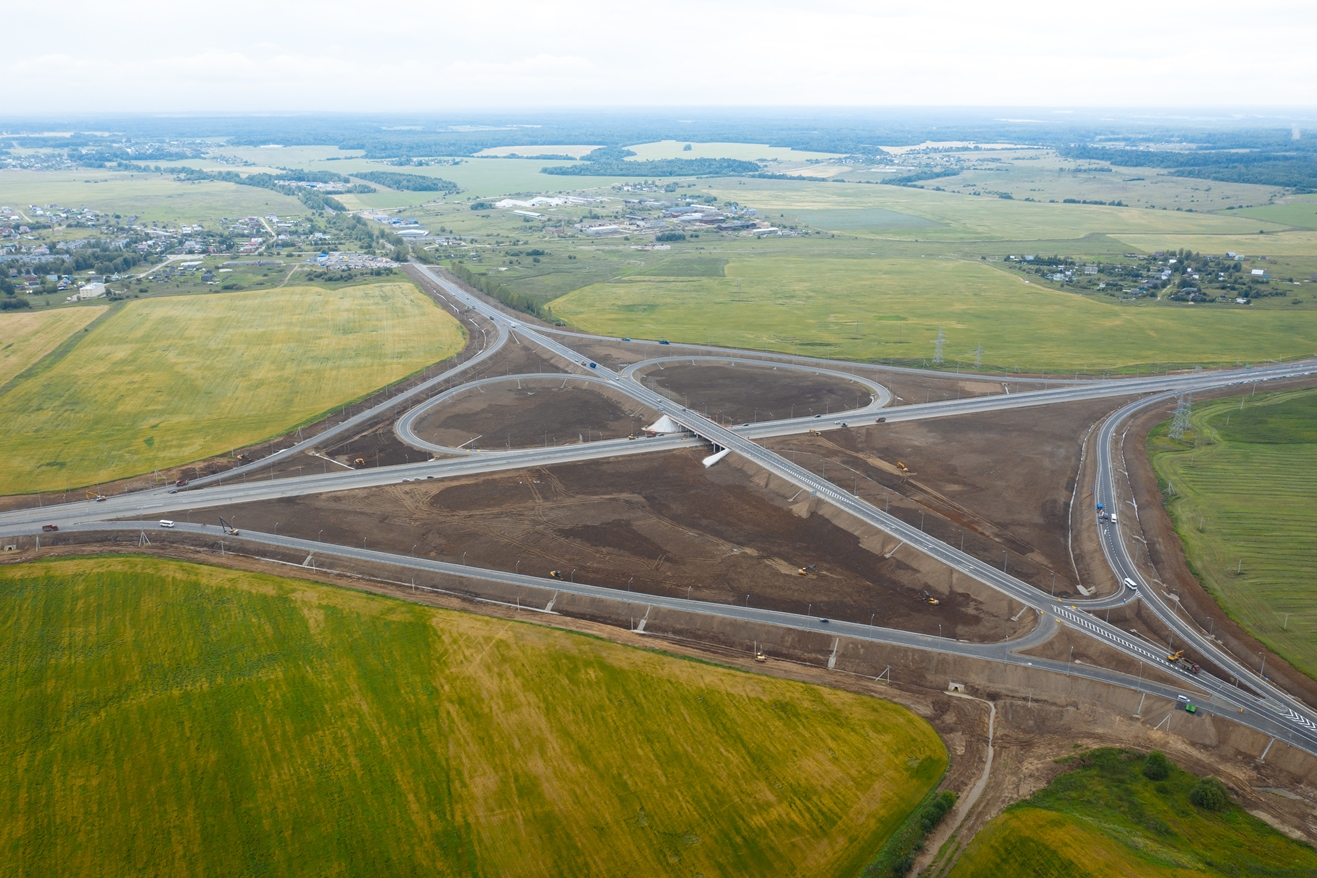

9 сентября 2020 года открыт последний участок IV пускового комплекса от Пошехонского шоссе до нового Московского шоссе (автодорога М8).

## Маршрут
| Кило- метраж | Точка маршрута | Населенные пункты, указатели                                         | Координаты точки                |
| ------------ | -------------- | -------------------------------------------------------------------- | ------------------------------- |
| 0            |                | ВОЛОГДА М8                                                           | 59°17′02″ с. ш. 39°54′56″ в. д. |
| 0,5          |                | Мостовой переход через железную дорогу Москва-Вологда-Архангельск    | 59°17′03″ с. ш. 39°54′20″ в. д. |
| 3,6          |                | ВОЛОГДА Пересечение со Старой Кирилловской дорогой                   | 59°17′02″ с. ш. 39°50′44″ в. д. |
| 7,8          |                | Мостовой переход через реку Вологда                                  | 59°15′56″ с. ш. 39°47′55″ в. д. |
| 10,1         |                | ВОЛОГДА А119                                                         | 59°14′50″ с. ш. 39°46′32″ в. д. |
| 10,6         |                | Мостовой переход через железную дорогу Санкт-Петербург-Вологда-Киров | 59°14′37″ с. ш. 39°46′18″ в. д. |
| 11,8         |                | Мостовой переход через реку Тошня                                    | 59°14′01″ с. ш. 39°46′26″ в. д. |
| 12           |                | Пересечение с Ананьинской улицей в черте города                      | 59°23′23″ с. ш. 39°46′27″ в. д. |
| 14,1         |                | ВОЛОГДА А114                                                         | 59°12′48″ с. ш. 39°46′04″ в. д. |
| 20,0         |                | Мостовой переход через реку Содема                                   | 59°09′55″ с. ш. 39°47′09″ в. д. |
| 21,9         |                | ВОЛОГДА Автодорога Вологда-Норобово (Пошехонское шоссе)              | 59°09′29″ с. ш. 39°48′48″ в. д. |
| 24,1         |                | Мостовой переход через Шограш                                        | 59°08′58″ с. ш. 39°50′50″ в. д. |
| 29,9         |                | Мостовой переход через Тарзанку                                      | 59°08′08″ с. ш. 39°56′30″ в. д. |
| 30,6         |                | ВОЛОГДА М8                                                           | 59°08′04″ с. ш. 39°57′18″ в. д. |